# Islas Chàm
Islas Cham (en vietnamita: Cù lao Chàm) constituyen un grupo de ocho pequeñas islas de Quảng Nam, que forman parte del Parque Marino Cu Lao Cham, Reserva de la Biosfera reconocida por la UNESCO, en el Mar Meridional de China en Vietnam. Las islas son accesibles desde la playa de Cửa Đại. Las islas también son reconocidas por Vietnam como lugar de interés paisajístico.
Las islas agrupadas en el grupo de las Cham son los siguientes:
- Hòn Lao
- Hòn Dài
- Hòn Mồ
- Hòn Khô mẹ
- Hòn Khô con
- Hòn Lá
- Hòn Tai
- Hòn Ông

Las Islas Cham están bajo la administración de la comuna de Tan Hiep de la ciudad de Hoi An, en la provincia de Quang Nam.
La ocupación de la población de las islas es principalmente la pesca. La isla más grande, de forma circular, tiene una superficie de 1.317 hectáreas (13,17 km²) con una altitud media de 500 metros (1.600 pies), con dos picos en la isla: uno de 517 metros (1.696 pies) en el centro de la isla y el otro de 326 metros (1.070 pies) en el extremo occidental de la isla.